# Lege naturală (economie)
Prin lege naturală se exprimă legăturile, relațiile, raporturile generale, esențiale și relativ stabile, care se formează în interiorul proceselor realității și între procese diferite, dar interdependente.

## Conceptul de lege naturală înaintea secolului al XVIII-lea
De-a lungul secolelor dominate de gândirea aristoteliană, conceptul de lege naturală era, mai degrabă, normativ si nu analitic. Aristotel a asimilat înțelesul de natural aceluia de just. 
Juriștii din Roma Antică, atunci când vorbeau de dreptul natural îl opuneau dreptului civil și considerau că primul are o putere mai mare. Deci, ei au sesizat că dreptul civil poate să surprindă, mai bine sau mai puțin bine, esențialul din realitatea înconjurătoare, că reglementările juridice (scrise sau nescrise) pot sa fie conforme cu legile naturale sau se pot abate de la ele.
Mai târziu, scolasticii au recunoscut termenului natură, câteva principii de drept. Ei vorbeau de libertatea naturală a omului, de egalitatea naturală între oameni. Pentru Thomas D’Aquino legea naturală era ansamblul principiilor de echitate adaptate la natura umană. Ordinea naturală era considerată ansamblul instituțiilor care asigură omului salvarea și fericirea, în cadrul unei societăți supusă principiilor doctrinei creștine. În felul acesta ordinea naturală gândită de scolasticii medievali, reprezenta un ideal dorit- întocmai ca în Antichitate - și, nicidecum, o realitate nemijlocită. Această concepție a suferit, pe măsura trecerii timpului, câteva modificări semnificative:
1.Treptat, ceea ce părea natural a început să nu mai corespundă cu ceea ce era just, ci, mai degrabă, cu ce era conform binelui comun.
2.Pe de altă parte , descrierea a ceea ce era natural pentru om putea să consiste nu numai în expunerea unui ideal conform ordinii dorite de Dumnezeu, dar și în reglementarea comportamentului omului păcătos pentru exprimarea păcatului originar. Descrierea “ ordinii naturale” nu era doar prezentarea instituțiilor ideale, ci și cercetarea rolului fiecărei instituții ( de exemplu proprietatea privată în evoluția societății, în diverse situații de fapt.
Autorii medievali au avut un rol foarte important în studierea legilor naturale datorită faptului că ei sunt cei ce au început orientarea activității de cercetare a legilor naturale spre caracterul analitic al noțiunii.

## Secolul al XVIII-lea
În secolul al XVIII-lea, datorită lui Montesquieu (1689-1755), legea a fost definită ca expresie a raporturilor necesare care derivă din natura lucrurilor. El a crezut că organizarea politică era supusă unor astfel de legi. John Locke (1632-1704) a afirmat că și societățile umane sunt supuse unor legi naturale superioare legilor civile. Conceptul normativ de “lege naturală”, formulat în secolele anterioare, a continuat să subziste ca un produs al filosofiei scolastice. 
Pentru filosofii dreptului natural, creația era opera unui Dumnezeu bun, care dorea ca omul să fie fericit, dar l-a lăsat liber. Ei credeau într-un plan divin, propriu asigurării bunăstării oamenilor, dar apreciau că oamenii erau liberi să-l accepte, sau să-l respingă. Ordinea naturală nu era pentru ei o ordine necesară; ea nu era decât un mănunchi de instituții, putând asigura bunăstarea omului, dacă el le acceptă și le respectă. Singurul lucru inevitabil era pedeapsa - sfârșitul prosperității - aplicată societății și indivizilor care refuză această ordine. Nu se mai întâmpla, ca în Antichitate și Evul Mediu, când nerespectarea ordinii naturale atrăgea atât pierderea prosperității, cât și chiar dispariția fizică a celor răzvrătiți. Filosofia dreptului natural a ajuns să considere ca naturală o armonie care nu a existat încă sau nu poate exista niciodată.
Filosofia Utilitaristă a făcut la rândul ei câteva împrumuturi din conceptul normativ de lege naturală. Ea a luat în considerare o ființă umană complexă, mai realist motivată în acțiunile sale doar de căutarea propriului interes. Progresul înregistrat în cercetarea ordinii naturale, de pe poziția socialului, era un pas extrem de important în cercetarea legilor obiective și a ordinii economice reale.
Primii clasici au descris lumea între ideal și realitate. Astfel, scopul cercetărilor Fiziocraților nu a fost descoperirea legilor naturale ale activității economice, ci, mai ales, a condițiilor ordinii naturale și esențiale pentru funcționarea normală a societății. Fiziocrații au fost primii gânditori din istorie, care s-au preocupat de realizarea unui sistem instituționalizat liberal, bazat pe proprietate și libertate. La ei, ordinea naturală era dată de Dumnezeu, iar statul trebuia să vegheze ca această ordine să fie respectată. Pentru ei ordinea naturală este un ansamblu instituțional presupus conform dorințelor Providenței, care (deși încă nerealizat) era propriu a asigura prosperitatea societății. Deci, la fiziocrați ordinea naturală desemnează un sistem de instituții perfect acordate între ele, capabile să asigure bunăstarea socială. Cu alte cuvinte, ei vorbesc de ordinea naturală ca despre un ideal și nu analizează realitatea. Ordinea naturală era tot ce favoriza agricultura, comportând tot ce putea asigura agriculturii o remunerație suficientă și un preț bun (adică cât se poate de ridicat) produselor agricole.

## Noțiunea actuală
Astăzi se apreciază că legea naturală corespunde acțiunii legilor economice obiective, iar ordinea naturală este organizarea vieții economice în conformitate cu cerințele legilor obiective.

## Exemple de legi obiective

### Legea cererii și ofertei
Confruntarea cererii de bunuri, ca expresie a nevoii sociale, cu oferta, ca expresie a disponibilului de bunuri, reprezintă o necesitate de prim ordin o dezvoltării raționale. Acest fenomen se manifestă prin acțiunea legii cererii si ofertei pe piața bunurilor economice, fenomen fără de care nu pot exista fluxuri de vânzare-cumpărare. Prin raportul dintre cerere și ofertă se asigură alocarea și utilizarea eficientă a resurselor indiferent de natura lor. Interacțiunea dintre cerere și ofertă pe piață are caracter legic și vizează în principal următoarele: corespondența dintre mărimea ofertei și mărimea cererii și invers; sincronizarea structurii ofertei cu structura cererii; compatibilitatea calității ofertei cu calitatea cererii. În formarea și evoluția raportului dintre cerere si ofertă, fiecare factor are rolul lui predestinat astfel: oferta creează obiectul cererii, ea determină modul de consumare și trezește în solicitant trebuința a cărei obiect îl constituie bunul creat de ea; cererea finalizând producția impune reluarea ei, deci, reproducția ofertei ca scop al producției. Esența legii constă deci în unitatea cererii și a ofertei, în asigurarea echilibrului dinamic atât în cadrul fiecărui segment sau grup de mărfuri, cât și în ansamblul economiei naționale.

### Legea valorii și prețului
Schimburile de mărfuri și servicii, circulația monetară, prețurile, veniturile, reproducția, protecția mediului, echilibrul și optimul economic sunt câteva dintre mariile categorii de fenomene ce nu pot fi temeinic înțelese, analizate și utilizate decât pornind de la valoare. O dată cu producția de mărfuri apare și se dezvoltă piața, prin intermediul căreia se realizează legăturile dintre producători și consumatori și se verifică opțiunile obiective și subiective cu privire la un bun sau altul prin confruntarea cererii cu ofetei acelui bun. În balanță apar atât utilitatea acelui bun de a satisface o anumita necesitate, cât și cheltuielile efectuate pentru producerea lui, ți-l face sa fie comparabil. În fond, pe piață, în procesul concurenței, producători diferiți vin să satisfacă consumatori diferiti, dar cu produse de aceeasi utilitate. Pe de alta parte, producatorii vor incerca sa vanda cat mai scump si la un pret care sa le acopere toate cheltuielile și să obțină un profit cât mai mare, iar pe de altă parte, cumpărătorii vor dori sa cumpere cât mai mult la un preț cât mai mic, eficiența acțiunii lor fiind mai mare cu cât dintr-un volum de venituri vor dobândi o cantitate mai mare de mărfuri. Confruntarea dintre vânzători și cumpărători va duce la cedarea și de o parte și de cealaltă până la nivelul prețului de echilibru și cantității de echilibru care corespunde celui mai ridicat nivel de satisfacere și a unora și a altora.

### Legea circulației bănești
Evoluția economiei de schimb și în special a economiei de piață, face ca abordarea legii circulației bănești să iasă din tiparul reducționist tehnicist în care a fost încadrat multă vreme, acțiunea acestei legi reflectând dependența masei monetare de suma prețurilor mărfurilor și de volumul plăților la scadență. De aceea, problematica legii circulației bănești trebuie abordată într-o perspectivă mult mai largă și mai cuprinzătoare, apropiată de dinamica și modificările înregistrate în economia modernă de piață.
Pe lângă determinarea cantității de bani necesară la un moment dat pentru circulația mărfurilor, legea circulației bănești face referiri și la domenii colaterale cum ar fi creditul și finanțele, precum și politicile corespunzătoare acestora. Legea esențializează procese și tendințe legate de emisiunea și circulația banilor, de formele și mecanismele de realizare ale acestora, de structurile și fluxurile bănești necesare funcționării economiei moderne de piață. Legea circulației bănești își definește conținutul prin: cerințele ei natural-obiective; principiile și normele pe care le generează și le impune activității practice: pârghiile și mijloacele specifice pe care le sprijina în vederea asigurării operaționalității cerințelor și principiilor; mecanismele proprii prin care se realizează funcționalitatea sistemului circulației bănești și a celor înrudite cu acesta și finalitatea acțiunii sale.

### Legea concurenței
Esența legii constă în stabilirea acelor relații care îi determină pe agenții economici să se preocupe continuu de perfecționarea activității, să promoveze tehnologiile și produsele care să le asigure o poziție favorabilă față de ceilalți competitori și deci de a obține și o rentabiliate ridicată în condițiile unei cereri ridicate. Concurența stimulează tendința de inovație, de înnoire, dar, în același timp și de sancționare a celor care nu fac față competiției, prin autoeliminarea lor ca urmare a slabei eficiențe în combinarea și utilizarea factorilor de producție. 
Privită ca procedeu deschis de comportament, concurența reprezintă un puternic factor de stimulare a producătorilor de a realiza productivități mai ridicate, costuri mai mici, produse sau servicii de calitate superioară. Totodată, concurența determină agenții economici să investească în tehnici și tehnologii avansate, în ramuri și domenii unde pot obține o rată a profitului mai mare, deci, concurența stimulează și migrarea capitalului dintr-o ramură în alta.
Concurența face posibil ca, prin mecanismul prețurilor, al cererii și ofertei, societatea să tindă să producă ceea ce este cerut de către consumator, la costurile cele mai scăzute, cu eficiență ridicată. Prin aceasta, concurența contribuie la repartizarea și alocarea resurselor de care dispune societatea la un moment dat în funcție de nevoile reale ale acesteia și determină producătorii să ofere bunurile și serviciile solicitate cu minim de cheltuieli.